# Tête (anatomie)
Pour les articles homonymes, voir tête.

La tête chez l'homme et la fourmi.

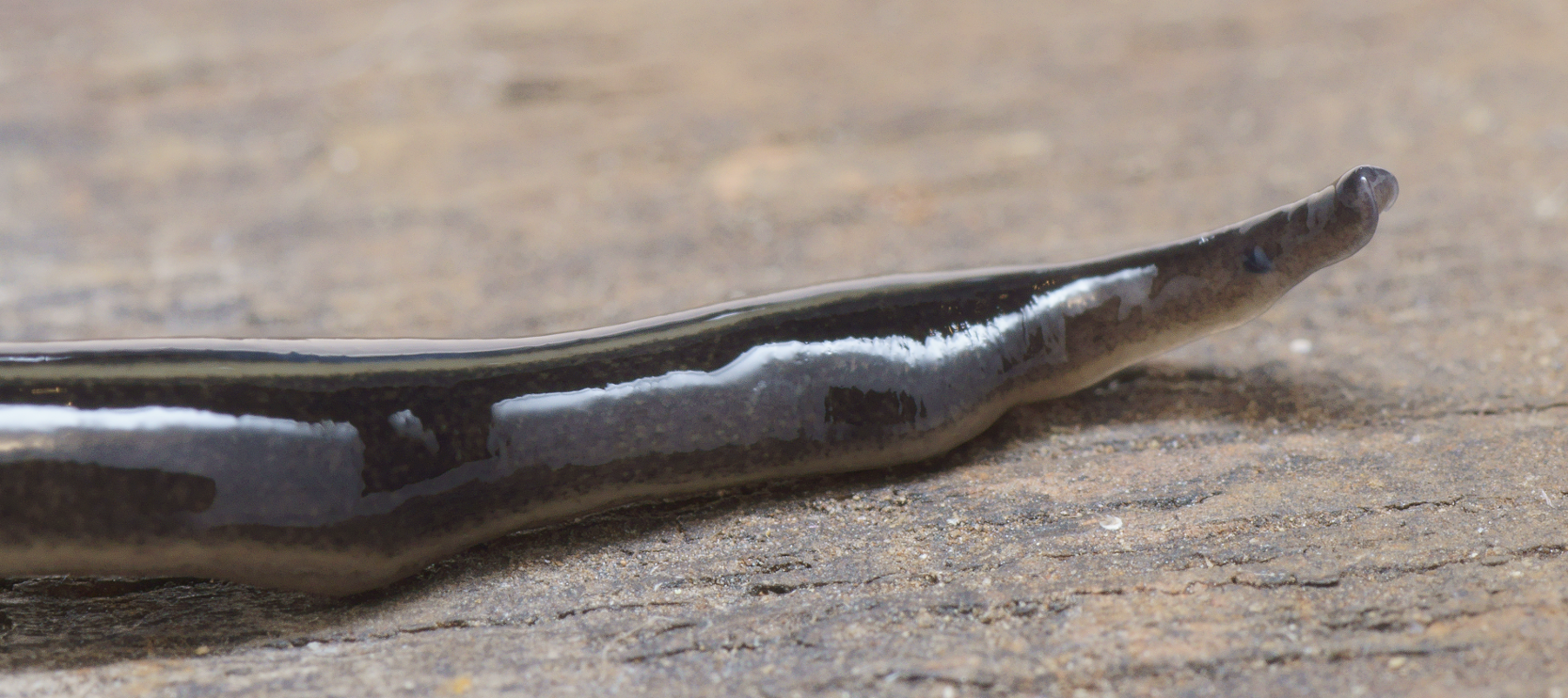
Chez les Plathelminthes Geoplanidae comme Platydemus manokwari, au contraire de la plupart des animaux, la tête ne porte pas la bouche, qui se situe au milieu du corps.

La tête est une partie de l'anatomie d'un animal, située à l'avant du corps et regroupant en général :
- de nombreux organes sensoriels : yeux, antennes, oreilles, récepteurs olfactifs[1].
- la bouche, et les organes de la mastication et de la prédation (dents, labium, langue, chélicères, bec...).

Elle est éventuellement séparée du reste du corps par un étranglement appelé le cou.

## Étymologie
Le terme « tête » vient du latin « testa » qui signifie « cruche de terre », à comprendre ici dans le sens de « boîte crânienne ».

## Terminologie
- Le vertex est le sommet de la tête.

- La partie supérieure de la tête s'appelle la calotte (ou vertex). En dessous se situe le front.